# لارا پارکر
لارا پارکر (انگلیسی: Lara Parker؛ ‏۲۷ اکتبر ۱۹۳۸ – ۱۲ اکتبر ۲۰۲۳) بازیگر آمریکایی بود. از فیلم‌هایی که او در آنها بازی کرده است، می‌توان به سلام مامان! اشاره کرد.